# Revée Walcott-Nolan
Revée Walcott-Nolan (* 6. März 1995 in Luton) ist eine britische Leichtathletin, die sich auf den Mittelstreckenlauf fokussiert.

## Sportliche Laufbahn
Erste internationale Erfahrungen sammelte Revée Walcott-Nolan im Jahr 2021, als sie sich über die Weltrangliste im 1500-Meter-Lauf für die Olympischen Sommerspiele in Tokio qualifizierte und dort mit neuer Bestleistung von 4:06,23 min in der ersten Runde ausschied. Im Jahr darauf belegte sie bei den Crosslauf-Europameisterschaften 2022 in Turin in 17:35 min den fünften Platz in der Mixed-Staffel. 2024 belegte sie bei den Hallenweltmeisterschaften in Glasgow in 4:04,60 min den sechsten Platz über 1500 Meter und im August schied sie bei den Olympischen Sommerspielen in Paris mit 3:58,08 min im Halbfinale aus. Im Jahr darauf gewann sie bei den Halleneuropameisterschaften in Apeldoorn in 4:08,45 min die Bronzemedaille hinter der Französin Agathe Guillemot und Salomé Afonso aus Portugal. Kurz darauf verpasste sie dann bei den Hallenweltmeisterschaften in Nanjing mit 4:14,76 min den Finaleinzug.
2021 wurde Walcott-Nolan britische Meisterin im 1500-Meter-Lauf.

## Persönliche Bestzeiten
- 800 Meter: 1:59,69 min, 8. September 2024 in Zagreb
  - 800 Meter (Halle): 2:03,48 min, 30. Januar 2016 in Wien
- 1500 Meter: 3:58,08 min, 8. August 2024 in Paris
  - 1500 Meter (Halle): 4:03,93 min, 20. Januar 2024 in Dortmund
- Meile: 4:32,30 min, 13. Juli 2021 in Gateshead
- 3000 Meter: 8:44,26 min, 22. August 2024 in Lausanne